# Pío Cabanillas
Pío Cabanillas Gallas (Pontevedra, 13 de noviembre de 1923 - Madrid, 10 de octubre de 1991) fue un político español durante la dictadura franquista, durante la cual fue Ministro de Información y Turismo (1974), y más tarde con el Partido Liberal, integrado en UCD (1976-1986) y en el Partido Popular (desde 1989), ejerció como ministro de Justicia y notario mayor del Reino en 1981-1982.

## Biografía
Premio extraordinario en la licenciatura de Derecho en la Universidad de Granada, alcanzó el grado de Doctor, con premio extraordinario en la Universidad Central de Madrid. Aprobó las oposiciones de notario, registrador de la propiedad y letrado del Estado.
El 28 de febrero de 1961 fue nombrado jefe nacional de la Asesoría Técnico-Jurídica Sindical. Pío Cabanillas fue conocido como uno de los miembros del régimen perteneciente al sector "aperturista" o "reformista".
Fue nombrado subsecretario en el Ministerio de Información y Turismo durante el período de Manuel Fraga, que fue su valedor. Más tarde nombrado ministro de Información y Turismo en el gobierno de Carlos Arias Navarro (1974), en el que intentó ampliar la libertad de prensa y otras reformas en base al "Espíritu del 12 de febrero". No obstante, acabaría siendo destituido de su puesto por el propio Francisco Franco. El abogado Juan María Bandrés señalaba en sus memorias que fue la proyección de la película La prima Angélica, de gran impacto social, la que le hizo perder la confianza del dictador y provocó su caída. Su salida del ministerio de información se consideró una victoria de los sectores más inmovilistas, el llamado Búnker.
Fue uno de los impulsores del primer Partido Popular (creado en 1976 por José María de Areilza y el propio Cabanillas), uniéndose luego a la Unión de Centro Democrático (UCD). Fue uno de los hombres fuertes de la UCD en Galicia gracias al apoyo de Eulogio Gómez Franqueira, destacado empresario orensano.
Fue diputado en el Congreso desde 1977 hasta 1986, ministro de Cultura y Bienestar (1977-1979), ministro adjunto al presidente (1980-1981), ministro de la Presidencia (1981) y ministro de Justicia (1981-1982). En Justicia sustituyó a Fernández Ordóñez, miembro del sector socialdemócrata de UCD que había dimitido de su puesto por las profundas desavenencias que mostraba con el partido. En 1981 retiró su querella y alegaciones presentados contra un artículo de 1978 ("Periódico") de José María García, titulado "Dos Payasos", por un presunto delito de desacato, inmediatamente después de ser nombrado Ministro de Justicia.
En 1982 fue uno de los pocos diputados que obtuvo la UCD, permaneciendo en su escaño hasta 1986, fecha en que fue elegido eurodiputado. Vicepresidente del Partido Liberal.
En 1989 ingresó en el Partido Popular y fue reelegido diputado en el Parlamento Europeo. Falleció en 1991.

## Familia
Casado con María Teresa Alonso García, con quien tuvo un hijo, Pío Cabanillas Alonso, miembro del Partido Popular y ministro portavoz del Gobierno (2000-2002) durante parte del mandato de José María Aznar.

## Obra escrita
Autor de varias obras monográficas sobre temas jurídicos. Entre ellas: Derecho Civil, Mercantil e Hipotecario; La venta a plazos; El derecho de autor; El nuevo derecho inmobiliario; El derecho de exclusiva y El derecho publicitario.

## Distinciones honoríficas
Nacionales
- Medalla de Oro de la Orden al Mérito Turístico (18/07/1970).[8]